# Гомофобия
| 81 % – 90 % 71 % – 80 % 61 % – 70 % 51 % – 60 % 41 % – 50 % | 31 % – 40 % 21 % – 30 % 11 % – 20 % 1 % – 10 % Нет данных |

Считаете ли вы гомосексуальные отношения приемлемыми? Процент респондентов, ответивших «Да» (2013 год):
81 % – 90 %
71 % – 80 %
61 % – 70 %
51 % – 60 %
41 % – 50 %
31 % – 40 %
21 % – 30 %
11 % – 20 %
1 % – 10 %
Нет данных

Гомофо́бия (от др.-греч. ὁμός «подобный, одинаковый» φόβος «страх, боязнь») — ряд негативных установок и чувств по отношению к гомосексуальности или людям, которые идентифицируются или воспринимаются как ЛГБТ (лесбиянки, геи, бисексуальные и трансгендерные люди).
Термин «гомофобия» употребляется в европейских официальных документах, где в некоторых случаях это явление ставится в один ряд с расизмом, ксенофобией, антисемитизмом и сексизмом. Термин «гомофобия» часто критикуется из-за того, что не является полностью подходящим, так как гомофобия не является фобией в клиническом смысле.

## Терминология и схожие понятия

### История использования термина
Термин «гомофобия» впервые был употреблён в конце 1960-х годов американским клиническим психологом Джорджем Вайнбергом. Уже месяц спустя слово «гомофобия» было использовано в статье «The Homosexual in America», которой была посвящена обложка журнала Time. Впервые же в научном издании термин «гомофобия» употребил Кеннет Смитт (англ. Kenneth Smith) в 1971 году в своей статье «Homophobia: A Tentative Personality Profile».
Термин «гомофобия» широко использовал в своих трудах известный американский клинический психолог Джордж Вайнберг, который впервые употребил его в печатном виде в своей статье «Words for the New Culture» в 1971 году, а затем и в изданной в 1972 году монографии «Society and the Healthy Homosexual» (первый научный труд, в котором был употреблён этот термин), где он описал гомофобию как «страх быть близким к гомосексуалам, а в случае с гомосексуалами — самоотвращение». В 2012 году Вайнберг в своём блоге в издании The Huffington Post призвал официально внести гомофобию в официальный список психических расстройств. Грегори Херек назвал появление нового термина «вехой» в истории ЛГБТ, кристаллизировавшей весь опыт отвержения, враждебности и невидимости, которые гомосексуальные мужчины и женщины в Северной Америке XX века испытали на протяжении всей их жизни. Вместе с тем Херек назвал намерение Вайнберга приблизить гомофобию к области патологии скорее политическим, чем теоретическим.
Термин гомофобия заменил ранее редко использовавшееся понятие гомосексофобии. Возможный этимологический предок этого слова — слово гомоэротофобия (homoerotophobia). Позднее, в 1980 году, Хадсон и Риккетс расширяют этот термин для обозначения «чувств тревоги, отвращения, гнева, дискомфорта и страха, которые могут испытывать гетеросексуалы в отношении лесбиянок и геев».

### Энциклопедические определения
«Энциклопедия гомосексуальности» (1990) указывает на существование различных определений термина «гомофобия», отмечая их общую черту — негативную установку по отношению к гомосексуальным людям и к гомосексуальности. Также отмечается, что характеристика сексуальных предрассудков как фобии подвергается критике по многим причинам, в том числе как подразумевающая, что сексуальные предубеждения представляют собой иррациональный страх и проявление индивидуальной патологии, а не проявление культурных норм. Однако несмотря на имеющиеся недостатки, термин «гомофобия» получил широкое распространение в английском языке. Авторы акцентируют внимание на том, что гомофобию следует идентифицировать именно как предрассудок, сравнивая этот феномен с расизмом и антисемитизмом, а не как иррациональный страх вроде клаустрофобии и агорафобии.
Британская энциклопедия определяет гомофобию как культурно обусловленный страх или предубеждение против гомосексуальных людей, которые могут проявляться в правовых ограничениях или, в крайних случаях, в форме издевательств и насилия в их отношении. Энциклопедия отмечает, что хотя термины, имеющие в своём составе слово «фобия», применяются для обозначения иррациональных страхов, в данном случае речь идёт о негативной установке, начиная от лёгкой неприязни и заканчивая полным отвращением в отношении людей, которых романтически или сексуально привлекают люди одного с ними пола. Подчёркивается, что гомофобия является культурно обусловленной реакцией, и отношение к гомосексуальности может значительно отличаться в различных культурах и с течением времени.
Оксфордский словарь даёт такое определение: «Неприязнь или предубеждение против гомосексуальных людей».

### Понятие гомофобии в социологии
По некоторым мнениям, гомофобия представляет собой форму фобии, выражающуюся в необъяснимом страхе и нерефлексируемой, иррациональной неприязни или ненависти к гомосексуальным и бисексуальным людям. Есть мнения, что гомофобия может быть обусловлена страхом перед собственными фантазиями гомосексуального характера и является признаком бессознательной гомосексуальности.
Некоторые учёные определяют гомофобию более широко, как «избегание, боязнь, предрассудки, дискриминацию, притеснения или акты насилия в отношении лесбиянок, геев, бисексуалов и трансгендерных лиц».
Гомофобия, являясь специфическим социально-психологическим феноменом, относится к проявлением ксенофобии. По выражению Игоря Кона, гомофобия является одновременно продуктом и противовесом мужского гомоэротизма, и поэтому свойственна, в первую очередь, для мужчин и проявляется сильнее по отношению к геям, чем к лесбиянкам. Таким образом, гомофобия служит средством разграничения «настоящих» доминантных мужчин и «ненастоящих» женственных мужчин.
Социолог Майкл Киммель также рассматривает воздействие доминирующих стереотипов маскулинности («ультрамужского поведения», «гегемонной маскулинности»), и заявляет, что гомофобные реакции — один из способов подчёркивания мужественности.
В 90-х годах в США была разработана Шкала Гомофобии (Homophobia Scale) Лестером Урайтом, а русская версия шкалы адаптирована в 2017 году Тузяком Б. Б.

### Упоминание в правительственных документах
Понятие гомофобии как общественного явления возникло внутри западноевропейской социокультурной парадигмы. Резолюция Европарламента «Гомофобия в Европе» (англ. Homophobia in Europe) от 18 января 2006 года определяет гомофобию как «иррациональный страх и отвращение к гомосексуальности и к лесбиянкам, геям, бисексуалам и трансгендерным людям, основанные на предубеждениях и схожие с расизмом, ксенофобией, антисемитизмом и сексизмом» (англ. an irrational fear of and aversion to homosexuality and to lesbian, gay, bisexual and transgender (LGBT) people based on prejudice and similar to racism, xenophobia, anti-semitism and sexism) — принимая, таким образом, трактовку гомофобии как социального и культурного явления, а не психиатрического синдрома.

## Критика термина
Издание The New York Times резюмирует, что критики термина «гомофобия» (как со стороны гетеросексуалов, так и со стороны гомосексуалов) указывают на то, что этот термин часто используется в качестве политического инструмента, так как гомофобия не подразумевает иррационального страха вроде страха змей или страха высоты, а связанные с гомофобией эмоции представляют собой больше неприязнь и отвращение, чем страх. По их словам, значение этого термина было со временем настолько размыто, что сегодня в него включается практически всё: от физических атак, до частных мыслей и политики правительства.

### Понятие гомофобии в психиатрии
Греческий суффикс «фобия» подразумевает неприятные физиологические и психологические реакции, что не соответствует критериям для клинического диагноза «фобия», включающего чрезмерный, иррациональный, неуместный и постоянный страх перед объектом или обстоятельством, и последующее желание дистанцироваться от него.
Термин «гомофобия» не отвечает этим критериям, потому что:
- люди с антигомосексуальными установками считают свои негативные реакции на лесбиянок и гомосексуалистов нормальными и оправданными;
- в отличие от фобий в строгом смысле, «гомофобия» не обязательно ставит под угрозу социальное функционирование людей с антигомосексуальными установками, даже если оно ограничено контекстами, в которых гомофобия считается приемлемой;
- «гомофобы» не испытывают страданий и не чувствуют необходимости избавляться от негативных установок;
- фобии вызывают избегание ситуаций или объектов страха, в то время как при «гомофобии» избегание может сосуществовать с поведением, характеризующимся активным отвращением или преднамеренной агрессией.

Таким образом, термин «гомофобия» не является подходящим, поскольку он фокусируется в основном на отдельных случаях, пренебрегая культурным компонентом и социальными корнями нетерпимости и, следовательно, отношениями между «гомофобией» и другими формами «ненависти во множественном числе» (женоненавистничество, расизм, антисемитизм и т. д.).
Сам термин «гомофобия» не является обозначением психического расстройства, такой болезни нет в Международной классификации болезней Всемирной организации здравоохранения и в «Диагностическом и статистическом руководстве по психическим расстройствам» Американской психиатрической ассоциации.
В 2012 году одно из крупнейших информационно-новостных агентств мира Associated Press в рекомендациях по стилю написания статей призывало не использовать термин «гомофобия», подчеркнув, что «фобия — это иррациональный, неконтролируемый страх, часто форма психического заболевания». Так же было отмечено, что этот термин является спекулятивным, а причины антигомосексуальных чувств или действий могут быть различны.

### Гомофобия и гомонегативизм

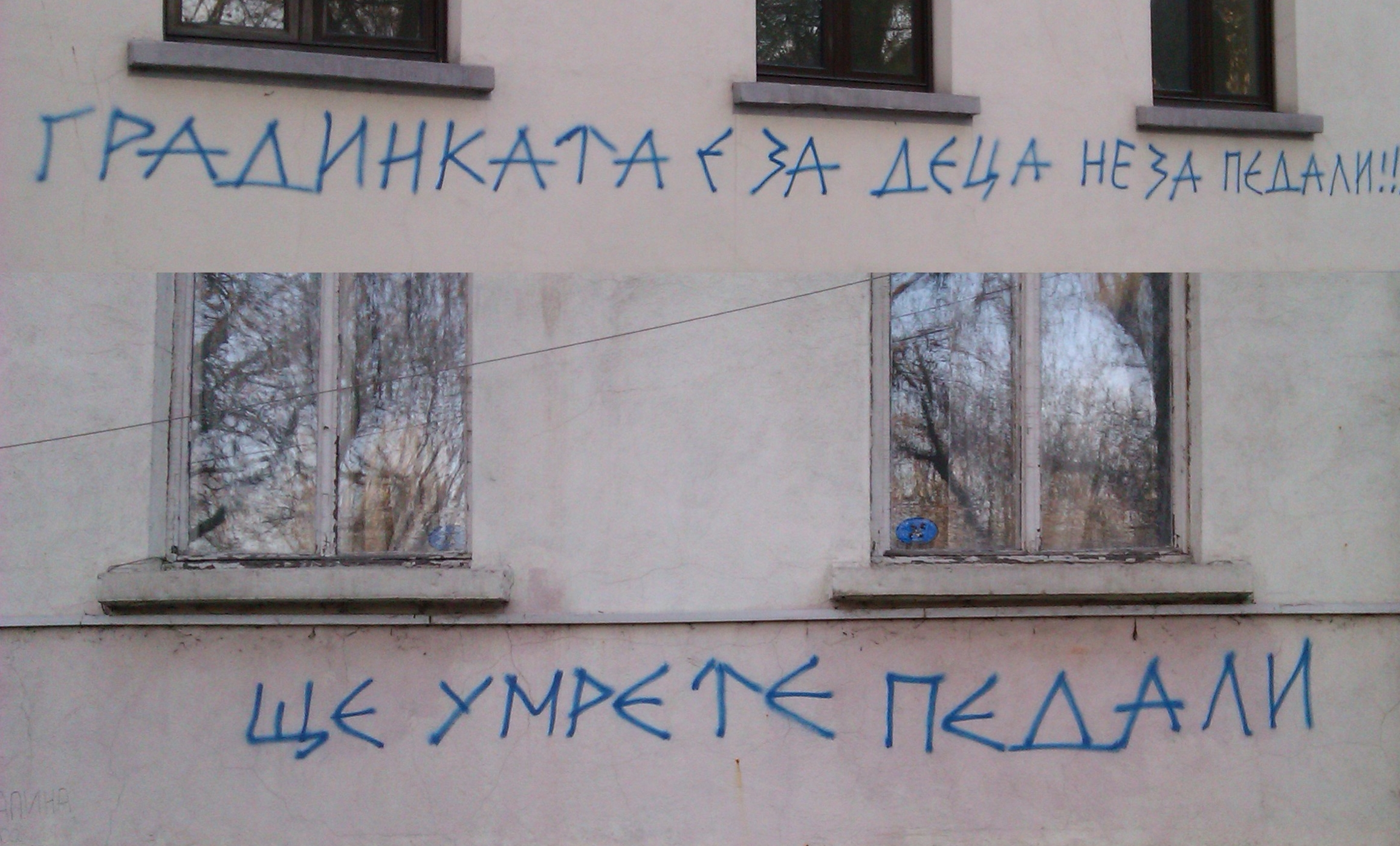
Гомофобские граффити на стене общественного учреждения в Софии: Парк создан для детей, не для педиков. Вы умрёте, педики!

Психологи отмечают, что чёткую границу между негативным отношением к гомосексуальности и гомофобией провести непросто. Некоторые полагают, что гомофобия связана с наличием негативных эмоций (а не только с декларированием некой позиции) и/или активной борьбой с проявлениями гомосексуальности. Например, Хадсон и Рикеттс в своей работе 1980 года отмечали, что благодаря широкой экспансии термина из профессионального сообщества в массовую культуру западного общества, под гомофобией стали зачастую подразумевать любое действие против проявлений гомосексуальности или негативное отношение к ним. Также они обвиняют исследователей в неразличении интеллектуального неприятия гомосексуальности (гомонегативизма) и личных, эмоциональных реакций (гомофобии). В целях более чёткого разделения гомофобии и гомонегативизма эти авторы подчеркнули, что гомонегативизм включает в себя суждения, основанные на оценке моральности гомосексуальной и бисексуальной ориентаций, а также действия на основе представлений, предпочтений, закона, социальной приемлемости или других интеллектуальных причин. Под гомофобией же, по их мнению, следует понимать строго фобические проявления ярких эмоций страха, тревоги или отвращения (которые могут включать или не включать когнитивный компонент) в процессе непосредственного личного общения с лицами гомосексуальной ориентации. В социальных науках, однако, не все разделяют такую классификацию.
Грегори Херек в 1991 году высказался против дальнейшего использования понятия гомофобия, поскольку оно возлагает основную вину на индивида, вместо того чтобы рассматривать антигомосексуальные проявления как отражение культурных влияний, и предлагает пользоваться термином «антигомосексуальные предрассудки».
Большинство противников однополых сексуальных отношений заявляют, что их отношение к явным проявлениям гомосексуальности связано в основном с представлениями большинства о норме, а следовательно, не является чем-то предосудительным или ненормальным. Некоторые (как противники однополых отношений, так и специалисты) возражают против правомерности использования термина «гомофобия», считая его идеологическим клише, которое чрезмерно широко используется для того, чтобы создавать представление о противниках гомосексуальности как о не вполне нормальных и здоровых людях. В связи с этим возникали предложения заменить его более нейтральным термином «гомонегативизм». В настоящее время существуют научные работы, использующие термин «гомонегативизм». Ряд специалистов проводит различие между моральным негативным отношением к гомосексуальной активности и к гомосексуалам как личностям, настаивая, что это разные и различающиеся формы гомонегативизма. Существует несколько исследований, которые обосновывают это различие.
Существует точка зрения, что гомофобия — форма ксенофобии и, следовательно, связана в первую очередь именно со страхом перед иными, теми, кто выделяется из общей массы.

## Проявления гомофобии

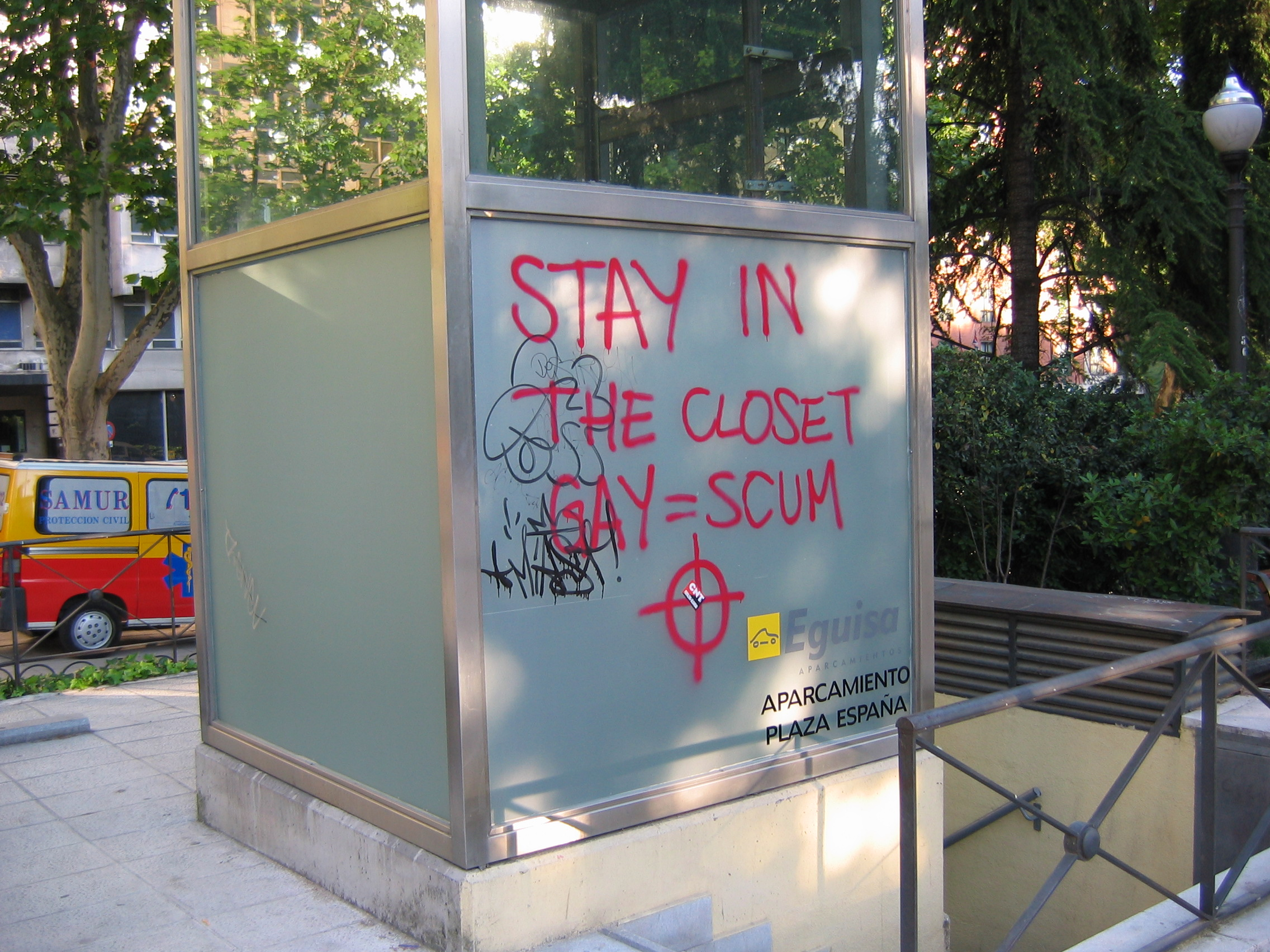
Граффити в Мадриде (2007): Геи, оставайтесь в шкафу!

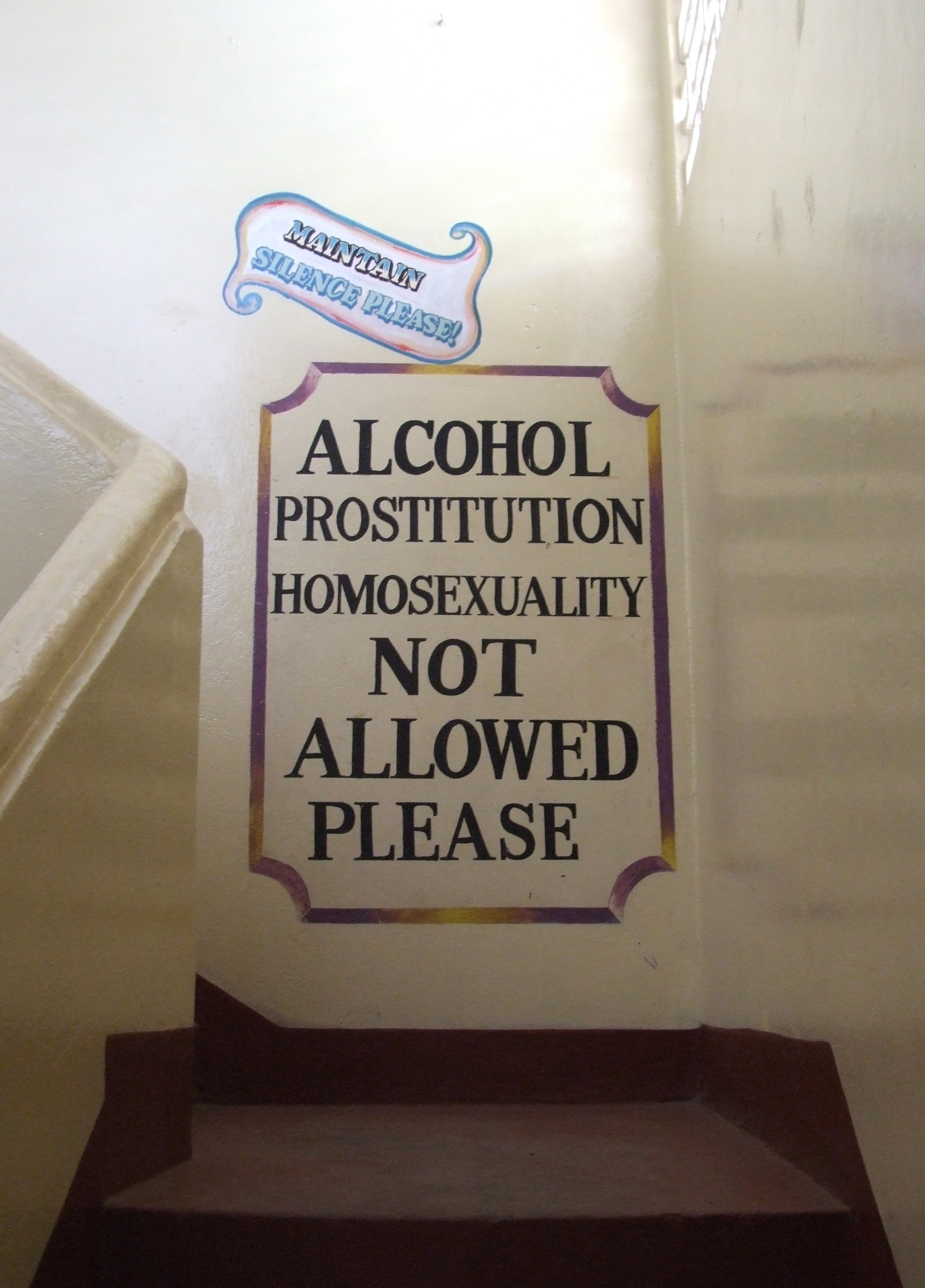
Надпись в гостинице в Кении (2009): Алкоголь, проституция, гомосексуализм не допускаются

### Институциональная гомофобия
«Энциклопедия гомосексуальности» (1990) характеризует проявление институциональной гомофобии через принятие антигомосексуального законодательства, а также антигомосексуальные заявления законодателей, политиков и организованных религиозных и других общественных групп. Кроме того, к институциональной гомофобии авторы относят социальные процессы, направленные на усиление невидимости гомосексуальных людей (например, исключительное использование гетеронормативных терминов в масс-медиа). Западное общество на протяжении многих веков характеризовалось неодобрительным отношением к гомосексуальности, что, по выводам авторов, явилось следствием доминирующей идеологии о необходимости общества поддерживать строгие гендерные роли и связывать сексуальное поведение с продолжением рода. Среди других объяснений институциональной гомофобии авторы называют использование враждебности к гомосексуальности в межгрупповых конфликтах для достижения интересов определённых политических и религиозных групп.
Общественная гомофобия приводит к тому, что многие гомосексуальные люди поневоле скрывают свою сексуальность (для этого феномена даже используется специальный термин — жить «в шкафу», англ. in the closet) с целью избежания социальной стигматизации. Жертвами гомофобии могут стать и гетеросексуальные люди, которые, по тем или иным причинам, оказываются заподозренными в гомосексуальности. Таким образом, как гетеросексуалы, так и гомосексуалы, предпочитающие не отличаться от гетеросексуального большинства, вынуждены тщательно избегать всего, что может быть воспринято как проявление гомосексуальности и, при  этом, многократно устанавливать связь с гетеросексуальным культурным кодом. В частности, от мужчин ожидается, например, интерес к командным видам спорта, насилию, автомобилям, пиву, а также, эмоциональная сдержанность, ассоциирующиеся с гетеросексуальной мужественностью; женщинам, в свою очередь, традиционно приписывается интерес к искусству, кулинарии, индивидуальным видам спорта и повышенная эмоциональность, которые ассоциируются с женственностью. Проявление интересов, отнесённых к противоположному полу, вызывает подозрение в гомосексуальности.
«Британская энциклопедия» отмечает два случая крайней гомофобии в обществе. В тех культурах, в которых высокая степень гомофобии сочетается с высоким уровнем осведомлённости о гомосексуальности, люди озабочены постоянным доказательством собственной гетеросексуальности, так как гомосексуальность стигматизирована. Для описания таких обществ американский социолог Эрик Андерсон использует термин «гомоистерия» (англ. homohysteria). Согласно Андерсену, гомоистеричные культуры отличаются наличием ограничений в социальном, сексуальном и личном поведении людей, вызванном страхом ассоциации с женственностью у мужчин и с мужественностью у женщин. Другим примером крайней гомофобии являются культуры, в которых даже само существование гомосексуальных людей не допускается (в современном мире к таким культурам можно отнести многие ближневосточные, африканские и азиатские культуры), поэтому у людей нет необходимости постоянно доказывать свою гетеросексуальность. Энциклопедия отмечает, что в таких обществах, где гомосексуальность полностью табуирована, у ЛГБТ может быть больше свобод для самовыражения, чем в гомоистеричных культурах.
Как отмечает «Британника», гомофобия и гомоистерия достигли своего пика на Западе в 1980-х годах с распространением СПИДа, в результате чего повысился уровень осведомлённости общества о гомосексуальных людях, и усилением влияния христианских фундаменталистских групп в США. В то же время этот период был связан с развитием движения за права ЛГБТ. К началу XXI века в большинстве стран Запада были отменены антигомосексуальные законодательства и произошла либерализация отношения к гомосексуальным людям в некоторых христианских деноминациях. Значительно увеличилось количество ЛГБТ, ведущих открытый образ жизни. Все эти изменения привели к значительному снижению уровня культурной гомофобии в странах Европы и Северной Америки.

### Индивидуальная гомофобия
«Энциклопедия гомосексуальности» относит к индивидуальной гомофобии проявления открытой враждебности в отношении гомосексуальных людей (как вербальные, так и физические нападки), а также «гетеросексуальное мировоззрение», что может, например, проявляться в предположении, что все друзья и родственники по умолчанию являются гетеросексуальными. Энциклопедия, ссылаясь на американские национальные исследования, утверждает наличие корреляции между уровнем индивидуальной гомофобии и психолого-демографическими характеристиками, отмечая, что более высокий уровень гомофобии характерен для людей с консервативными или фундаменталистско-религиозными взглядами. Кроме того, такие люди чаще, чем люди с положительным или толерантным отношением к гомосексуальности, посещают религиозные службы, придерживаются ограничительных установок в отношении сексуальности и гендерных вопросов, чаще демонстрируют высокий уровень авторитаризма и реже имеют личные контакты с открытыми геями и лесбиянками. В ряде исследований была обнаружена обратная корреляция между гомофобией и уровнем интеллекта. В исследовании 1996 года при сравнении реакции мужчин-гомофобов и негомофобов на мужские гомосексуальные стимулы только у гомофобов наблюдалось увеличение эрекции. Также, как правило, отмечается более низкий уровень образования и более старший возраст людей с гомофобным мировоззрением. Также указывается на то, что индивидуальная гомофобия более распространена в регионах, в которых в обществе преобладают негативные установки по отношению к гомосексуалам в целом (например, сельская местность или маленькие города; в США — Юг США и Средний Запад).
Многие исследования отмечают более высокий уровень гомофобии у гетеросексуальных мужчин, чем у гетеросексуальных женщин. Также отмечается, что гомофобия в большем объёме направлена против гомосексуальных мужчин.

### Интернализованная гомофобия
Интернализованной (интернализированной) гомофобией (англ. internalized homophobia), или внутренней гомофобией, называют гомофобную реакцию, направленную на самого себя при возникновении однополого влечения, вне зависимости от того, является ли данный индивид гомосексуалом или нет. Некоторые гомосексуалы, бисексуалы и лесбиянки при этом подавляют собственные гомосексуальные желания и стремления, другие же этого не делают, но могут испытывать при этом различные негативные эмоции — комплекс вины, тревогу, угрызения совести и так далее.
По аналогии с критикой самого понятия гомофобии многими авторами также отвергается и термин «интернализованная гомофобия», вместо которого предлагается использование других терминов, например, «интернализованный гетеросексизм», «интернализованные сексуальные предрассудки» или «внутренняя сексуальная стигма». Однако на сегодняшний день альтернативная терминология не нашла широкого употребления.
Интернализованная гомофобия может иметь различные негативные последствия для психологического здоровья индивида. При этом могут наблюдаться снижение самооценки, невротизация, развитие различных психологических комплексов, депрессия и даже суицидальные намерения и попытки. У гомосексуалов и бисексуалов, живущих скрытно (скрывающих свою ориентацию от окружающих) и страдающих интернализованной гомофобией, может также развиваться своеобразная параноидная настроенность, болезненная мнительность и подозрительность. Такому человеку всё время кажется, что его «вычислят», раскроют, что над ним за его спиной смеются, обсуждают, осуждают, а также что его могут уволить с работы, что его не принимают или к нему плохое отношение именно из-за того, что о его ориентации догадываются или знают. При этом такие опасения могут иметь или не иметь под собой реальных оснований.

### Лесбофобия, бифобия и трансфобия
Некоторыми специалистами и активистами предложен особый термин лесбофобия (англ. lesbophobia) для специализированного обозначения негативных реакций именно против лесбиянок. По мнению представителей французского центра по борьбе с гомофобией, такое обособление имеет значение в связи с тем, что лесбиянки, по сравнению с геями, неохотно признаются в фактах дискриминации по отношению к ним, хотя в действительности такие факты имеют место. Лесбофобия сопряжена с некоторыми особыми стереотипами — например, с предубеждением по отношению к женщинам-спортсменкам в связи с подозрениями, что большинство из них лесбиянки. Некоторыми специалистами и активистами также отдельно выделяется бифобия — негативные установки и чувства по отношению к бисексуальности. Трансфобией называется негативное отношение к трансгендерным людям, вне зависимости от их сексуальной ориентации.

## Гомофобия в отдельных социальных группах

### Гомофобия среди верующих и консервативных групп населения

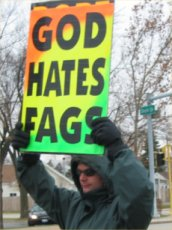
Активист Баптистской церкви Вестборо с плакатом «Бог ненавидит пидоров»

Традиционные ценности — устойчивые моральные нормы и представления о жизненном пути человека, передаваемые из поколения в поколение и зачастую имеющие религиозные основания. В традиционных течениях христианства, иудаизма и ислама гомосексуальный секс рассматриваются как тяжкий грех, и если живущих во грехе следует призывать к покаянию, то с пропагандой греховного образа жизни, по мнению религиозных активистов, следует бороться. Таким образом, религиозные активисты требуют от государства запрета публичных акций лиц с гомосексуальной ориентацией (гей-парадов и тому подобного), а также уголовных либо административных санкций за подобные действия.
Проводившиеся в Европе исследования показали, что существует связь между негативным отношением к гомосексуальной активности и религиозной принадлежностью. Однако, некоторые религиозные учения содержат напоминания не только об осуждении греха, но и о любви к ближним. Поэтому религиозность может быть связана с моральным неприятием гомосексуальной активности, но в то же время не быть связана с нетерпимостью к гомосексуалам как социальной группе. Однако, религиозные группы неодинаковы. Некоторые фундаменталисты открыто декларируют ненависть к гомосексуалам. К примеру, Баптистская церковь Вестборо, рассматривающаяся как группа ненависти, проводит акции, где заявляет, что «Бог ненавидит геев». Несколько американских исследований показали, что евангельские протестанты более нетерпимы к гомосексуальным людям, чем протестанты американского мейнстрима, католики и иудеи. Исследования в Европе не обнаружили существенной разницы между протестантами и католиками. В некоторых исследованиях мусульмане оказались менее толерантны, чем католики, протестанты и православные в Европе.
Исследования показали, что не всякая религиозность связана как с неприятием гомосексуальной активности, так с нетерпимостью к гомосексуалам. В большинстве европейских стран традиционные верующие, хотя и склонны морально отвергать гомосексуальную активность как грех, не в большей мере, чем нетрадиционные верующие и неверующие проявляют нетерпимость к гомосексуалам (опросы выясняли отношение разных групп к гомосексуалам, если те окажутся их соседями). Жители Восточной и Юго-Восточной Европы, мусульмане и православные, в большей мере склонны отвергать гомосексуальное поведение и проявлять нетерпимость к гомосексуалам (если те окажутся их непосредственными соседями). Некоторые авторы полагают, что нетерпимое отношение к гомосексуалам в постсоветских странах Восточной Европы связано не с религиозными, а со светскими причинами.

## Гомофобное насилие
Гомофобия как неприязненное отношение к представителям сексуальных меньшинств представляет собой весьма распространённое явление, которое зачастую приводит к насилию и оскорблениям, институционализированной гомофобии, так называемому гетеросексизму — дискриминации людей гомосексуальной ориентации со стороны общества.

## Последствия гомофобии

### Последствия для здоровья гомосексуалов
Исследования показывают, что гомосексуалы чаще страдают от психических расстройств, чем гетеросексуалы. Теория стресса меньшинств, связывающая гомофобию с последствиями для здоровья, впервые была упомянута в докторской диссертации Вирджинии Брукс в 1977 году. В 2003 году эту теорию развил психиатрический эпидемиолог Илан Мэйер. Согласно его теории, стресс меньшинств является причиной различий в распространённости психических расстройств у гомосексуалов и гетеросексуалов. Стресс меньшинств — это дополнительный хронический социальный стресс, которому подвергаются люди из стигматизируемых социальных групп. Стресс меньшинств состоит из нескольких процессов: объективных стрессовых событий и условий, ожидания таких событий со стороны самих представителей меньшинств и интернализации негативных социальных установок. Во многом тяжесть последствий, с которыми придётся столкнуться ЛГБТ-индивидууму, зависит от характеристик его идентичности: значимости идентичности, отношения к этой идентичности, интеграции этой идентичности с другими идентичностями. Наконец, поддержка со стороны ЛГБТ-сообщества и окружающих может помочь ЛГБТ-людям справиться со стрессом; сокрытие же своей идентичности может привести к стрессу.
Дальнейшие исследования подтвердили существование связи между гомофобией, депрессией, тревожностью, ПТСР, суицидальностью и злоупотреблением психоактивными веществами. Кроме того, были обнаружены последствия гомофобии для физического здоровья: повышенный уровень гормонов стресса, физические травмы, сердечно-сосудистые заболевания и расстройства пищевого поведения оказались связаны с гомофобией .
Гомофобию также связывали с подпитыванием эпидемии ВИЧ среди ЛГБТ. Гомофобия может быть связана с ростом рискованного сексуального поведения, сокращением тестирования на ВИЧ и использования профилактики ВИЧ. При этом рост толерантности может позволить геям выйти из "подполья" и отказаться от анонимных сексуальных практик в пользу более безопасных, что снизит уровень ВИЧ
Было показано, что отвержение гомосексуалов родителями может привести к серьёзным последствиям для их психического здоровья, самооценки и риска злоупотребления психоактивными веществами. По данным одного из исследований, молодые геи, лесбиянки и бисексуалы, отвергнутые родителями, имели в 5,9 раз больше шансов на депрессию, в 8,4 раза больше шансов на попытку самоубийства, в 3,4 раза больше шансов на наркопотребление, в 3,4 раза больше шансов заняться незащищённым сексом.
Институциональная гомофобия оказывает значительно влияние на здоровье ЛГБТ. Исследования показали, что отсутствие законов, защищающих ЛГБТ, и прав на однополые браки связаны с увеличением риска психических расстройств, зависимостей и самоубийств среди ЛГБТ.

Дискриминация в сфере здравоохранения также может оказать значительное воздействие на ЛГБТ. В опросе из Великобритании 13% ЛГБТ сталкивались с неравенством при получении медицинских услуг, 23% слышали оскорбления в адрес ЛГБТ со стороны медперсонала. Как результат, 14% ЛГБТ-персон избегают обращения к врачу из страха дискриминации. Всемирная Медицинская Ассоциация заявляет:
Исследования показали, что из-за стигматизации и осведомлённости в обществе, а также в системах здравоохранения представители ЛГБТ-сообщества не могут получить доступ к адекватному или надлежащему медицинскому обслуживанию, ориентированному на пациента. В дополнение к некачественному уходу они могут быть лишены возможности пользоваться медицинскими услугами, доступными другим членам населения.

Эти негативные переживания приводят к более высокому уровню распространённости депрессии, тревожных расстройств, злоупотребления психоактивными веществами и суицидальных мыслей и попыток.

### Последствия для однополых отношений
Мета-анализ показал, что интернализованная гомофобия ухудшает качество отношений. Кроме того, данные показывают такую же или повышенную распространённость насилия в отношениях ЛГБТ. По результатам мета-анализа, ограниченного поперечными исследованиями, интернализованная гомофобия увеличивает вероятность насилия в отношениях. Во-первых, интернализованная гомофобия может заставить насильника проецировать свою ненависть к себе на однополого партнёра, а жертву — считать, что она заслуживает жестокого обращения. Во-вторых, гомосексуальные абьюзеры могут использовать в своих целях безразличие или ненависть гомофобов к жертвам гомосексуальной ориентации и угрожать им аутингом. В-третьих, к однополым отношениям приковано пристальное внимание гомофобного окружения, что вынуждает партнёров поддерживать образ идеальных отношений и не выносить сор из избы. В-четвёртых, гомосексуалы, обратившиеся в полицию или к программам помощи жертвам домашнего насилия, могут не получить адекватную помощь или столкнуться с гомофобией.

### Последствия трудовой дискриминации
11-30% ЛГБТ в странах Европы сообщали о трудовой дискриминации в 2012 году. ЛГБТ сообщают о дискриминации при приёме на работу и продвижении по служебной лестнице, оскорбительных комментариях на рабочем месте и увольнениях из-за сексуальной ориентации. Вероятно, что дискриминация является одной из причин существующего разрыва в зарплатах между геями и гетеросексуалами.

### Экономические последствия
В опросе Pew Research Center была обнаружена положительная корреляция между уровнем принятия гомосексуальности в стране и её ВВП на душу населения. Другое исследование обнаружило корреляцию между уровнем принятия гомосексуальности в обществе, наличием законов, поддерживающих ЛГБТ и их права, и ВВП. В ещё одном исследовании была обнаружена обратная корреляция между уровнем гомофобии и ВВП на душу населения, соблюдением прав человека, удовлетворённостью граждан жизнью и смертностью мужчин от ВИЧ.
Экономические потери от гомофобии связывают со следующими факторами: ростом самоубийств, наркопотребления, курения и депрессии среди ЛГБТ, дискриминацией ЛГБТ на рынке труда и ростом заболеваемости ВИЧ. Кроме того, легализация гей-браков может принести прибыль: в США легализаций однополых браков за 5 лет принесла 3,8 миллиарда долларов за счёт свадебных расходов и 244 миллиона долларов за счёт налоговых поступлений.
Связь между экономическим уровнем развития страны и толерантностью к ЛГБТ может быть двунаправленной: с одной стороны, при сокращении стигматизации ЛГБТ на рынке труда и в сфере здравоохранения увеличивается эффективность труда и уменьшается нагрузка на систему здравоохранения, что стимулирует экономический рост; с другой стороны, развитые страны с большей вероятностью будут заботиться о правах человека и своём имидже на международной арене.

## Исследования природы гомофобии
В западных странах психологи и представители социальных наук исследуют феномен гомофобии.
Например, Генри Адамс, Лестер Райт-младший и Бетани Лор в 1996 году опубликовали статью с описанием исследования, в котором двум группам мужчин, условно определённым как «гомофобы» и «не-гомофобы» (уровень «гомофобии» определялся в соответствии с опросником «Индекс гомофобии» Хадсона и Рикеттса), предъявлялись эротические стимулы гетеросексуального, женского гомосексуального и мужского гомосексуального характера. У всех испытуемых была зафиксирована эрекция при демонстрации изображений гетеросексуального и женского гомосексуального характера, в то время как аналогичная реакция на мужские гомосексуальные сюжеты наблюдалась только у мужчин из условной группы «гомофобов». В то же время полученные результаты опровергли тезис о том, что «гомофобами» являются лишь испытуемые с агрессивным поведением: разницы между «индексами агрессивности» двух групп выявлено не было.
Один из исследователей, профессор клинической и социальной психологии Университета Рочестера Ричард Райан, в частности, суммирует:

Исследование включает в себя четыре отдельных эксперимента, проведённых в США и Германии. В каждом из четырёх экспериментов принимали участие 160 студентов. Открытия дают новое эмпирическое доказательство в пользу психоаналитической теории, согласно которой страх, тревога и аверсия некоторых на вид гетеросексуальных людей против геев и лесбиянок может быть результатом собственных подавленных гомосексуальных желаний.

Исследование Шеваль и др., проведённое специалистами из Университета Женевы и Университета Ниццы, и опубликованное в мае 2016 г. в журнале The Journal of Sexual Medicine, анализировало данные по движению глаз в тесте с демонстрацией изображения. Участники исследования должны были просматривать изображения, а исследователи отслеживали время, в течение которого участник смотрел на «области интереса» (лицо и тело). Было установлено, что мужчины с высоким уровнем гомонегативизма значительно дольше рассматривали гомосексуальные изображения, чем гетеросексуальные. На основании этих данных, исследователи сделали вывод о наличии гомосексуального интереса у некоторых (но не всех) мужчин с высоким уровнем гомофобии.  Но уже осенью 2016 года, Шеваль и др., уточнили свои выводы, указывая на то, что такие результаты могут отражать озабоченность латентных гомосексуалистов своими тайными гомосексуальными фантазиями.

## Мероприятия по снижению гомофобии

Рекламный плакат национального дня борьбы с гомофобией в Канаде

Институциональная и индивидуальная гомофобия взаимосвязаны, поэтому меры по снижению уровня гомофобии должны охватывать оба этих уровня в комплексе. «Энциклопедия гомосексуальности» называет каминг-аут в семье, среди друзей и коллег «мощным средством» для преодоления гомофобии по причине того, что постоянные личные контакты между группой большинства и группой меньшинства уменьшают предрассудки среди членов мажоритарной группы. Также указывается на то, что выходу ЛГБТ из «подполья» могут способствовать такие общественные изменения, как декриминализация однополых отношений, принятие антидискриминационного законодательства и защита от преступлений на почве ненависти.
Для преодоления дискриминации в школах могут быть полезны ЛГБТ-инклюзивная антибуллинговая политика и ЛГБТ-инклюзивная школьная программа, а также альянсы геев и гетеросексуалов.
По данным мета-аналитического обзора, предоставление достоверной информации о ЛГБТ через лекции, образовательные фильмы и семинары, организованные встречи и диалоги с представителями ЛГБТ-сообщества, предоставление информации об осуждении гомофобии со стороны экспертов или общества могут позволить уменьшить гомофобию . При этом предоставление знаний об ЛГБТ не всегда означает рост толерантности, и эффективность встреч ЛГБТ с гетеросексуалами во многом зависит от организаторов встреч и их участников.
В Англии проводится бескомпромиссная борьба с гомофобией. Так, например, 72-летний член городского совета города Борнмута, в ответ на письмо с вопросом о том, сколь много бюрократических препон пришлось бы преодолеть Ною в наше время, ответил, что Ною пришлось бы ещё объяснять, почему на его ковчеге нет гомосексуальных животных. Эта шутка была сочтена оскорблением гей-сообщества Борнмута, и политик лишился своего поста. Правительство Великобритании также планирует урезать финансовую помощь странам, которые стигматизируют своих ЛГБТ-граждан.
Представители российских ЛГБТ решили открыть в Сочи Прайд-Хаус, как и на двух предыдущих Олимпиадах. Однако российские власти отказали им в регистрации организации, а суды признали её «экстремистской». В итоге МОК заявил, что не может повлиять на запрет «Прайд Хауса», в то же время напомнив, что Олимпийская хартия не приемлет дискриминацию.

## Ситуация в мире

### Гомофобия в России

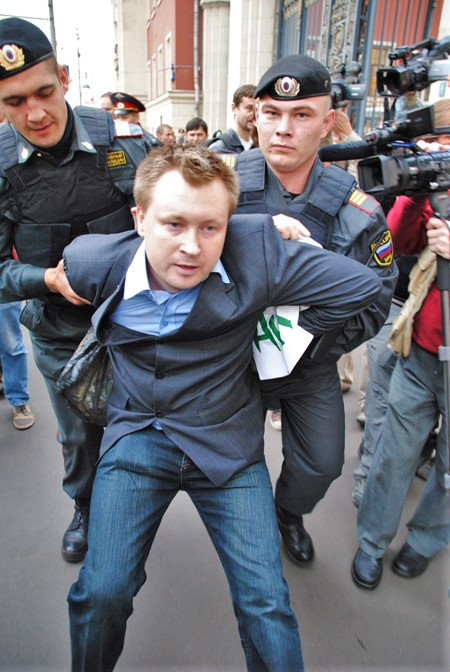
Милиция задерживает организатора Московского гей-парада, активиста ЛГБТ-движения Николая Алексеева 21 сентября 2010 года

Гомофобия приносит ущерб всем людям, а не только представителям сексуальных меньшинств.
Социологи со второй половины XX века отмечают гомофобию в России как значимую социальную проблему. Из-за гомофобии сексуальные меньшинства долго оставались вне публичного поля, в том числе, даже в 1990-х, когда уровень гомофобии в обществе значительно снизился в сравнении с 1980-ми, академическая наука практически не исследовала их, да и исследования самой гомофобии были малочисленными и, преимущественно, поверхностными.
В 1989 году, по результатам социологического опроса, только 6 % респондентов считали, что гомосексуальным людям нужна помощь и 10 % – «предоставить самим себе», при этом 33 % респондентов считали, что их нужно казнить, а 30 % – изолировать (то есть содержать в колониях).
В 1993 году в российском праве была произведена декриминализация гомосексуальности, целью которой было удовлетворение требований для вступления в Совет Европы.
В 1994 году гомофобия в обществе значительно снизилась: по данным социологического опроса 1994 года доля сторонников казни гомосексуалистов снизилась до 22 %, изоляции – 23 %, в за поддержку таких людей высказались 8% и считали, что их нужно предоставить самим себе – 29 % респондентов.
В 1993 году в нормативных документах МЗ РФ была проведена депатологизация гомосексуальности в связи с переходом государственного здравоохранения на Международную классификацию болезней ВОЗ.
В начале 2000 годов в России активизировались реакционные организации, антигомосексуальная риторика которых не встретила ни отпора, ни какой-либо оценки государственных институтов.
По данным социологического опроса, проведённого фондом «Общественное мнение» в 2006 году, на тот момент в российском обществе не было однозначного отношения к представителям гомосексуальных сексуальных меньшинств: 47 % их осуждали, причём это были преимущественно мужчины и представители наименее ресурсных социальных групп (люди старшего возраста, малообразованные граждане и сельские жители), 40 % относились к ним без осуждения, это преимущественно женщины, образованные люди и жители мегаполисов, и 13 % не имели позиции по отношению к людям нетрадиционной сексуальной ориентации.
Различные группы населения выражают разное отношение к сексуальным меньшинствам, это зависит от возраста, гендера, образования, религиозности, региональных особенностей, рода занятий, уровня дохода и других факторов. Уровень гомофобии ниже среди взрослой молодёжи, жителей мегаполисов, людей с высшим образованием и женщин. Высока гомофобия у мальчиков-подростков и людей старшего возраста, а также провинциальных жителей.
Например, характерная для подростков-мальчиков клановость и нетерпимость к нетипичным сверстникам в целом выливается и в значительное неприятие гомосексуальности: в ходе анкетирования 1429 московских школьников 7, 9 и 11 классов, проведённого в 2001 году, 24,9 % юношей сказали, что «ненавидят людей нетрадиционной ориентации и считают, что с ними нужно бороться любыми способами» (среди девушек так ответили только 2,7 %), а 12,8 % юношей и 5,1 % девушек сказали, что эти люди их «раздражают» и «их нужно принудительно помещать в специализированные учреждения».
По данным статистики, невзирая на исключение гомосексуальности из списка психических расстройств, многие российские психиатры по-прежнему придерживаются консервативных взглядов. Так, 62,5 % из 450 опрошенных психиатров в Ростовской области считают гомосексуальность заболеванием, и до 75 % заявляют, что это аморальное поведение. Психиатры, придерживающиеся таких взглядов, поддерживают запрет на гей-парады и использование тактики увольнения геев и лесбиянок из государственных учреждений.

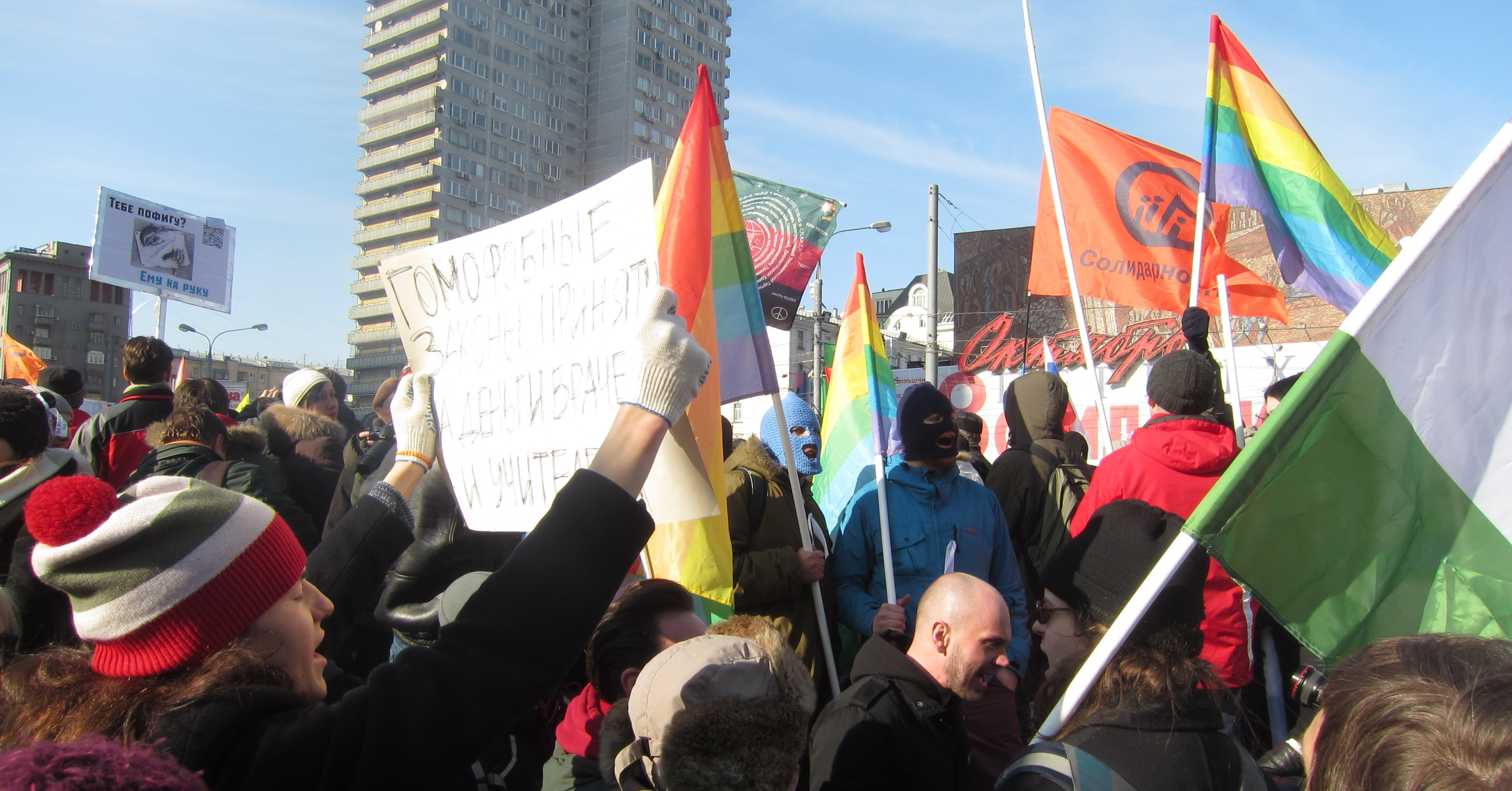
Группа демонстрантов выражает свой протест против гомофобии в России (в ходе общегражданского митинга протеста против нарушений в ходе выборов, прошедшего в Москве 10 марта 2012 года на Новом Арбате). В руках демонстранта плакат: «Гомофобные законы приняты на деньги врачей и учителей».

По словам Марии Плотко, социолога Левада-Центра в 2013 году:
В условиях отсутствия выборов, управляемой демократии народ привык, что за него решают, поэтому так сильно влияние государственной пропаганды. Страхи, невежество, социальная незащищённость, привычка к насилию и произволу делает массовое сознание восприимчивым к самым репрессивным, домодерным моделям поведения. Опора власти на эти общественные настроения, очередным примером которой выступает развёрнутая её институтами и подконтрольными ей СМИ «антигейская» пропаганда, работает и на стравливание городской и прежде всего столичной либеральной общественности с консервативным традиционалистским большинством населения России, которое мы наблюдали уже и в дискуссиях о Pussy Riot, и в обсуждениях «белоленточного» протестного движения.
По данным опроса, проведённого ВЦИОМ в январе 2018 года, 79 % опрошенных совершеннолетних россиян считают предосудительным, если взрослые люди одного пола вступают в половую связь между собой.
Другой опрос, проведённый Левада-центром в 2019 году показал, что 39 % опрошенных относились нейтрально или положительно к геям представителям ЛГБТ, а 56 % — скорее отрицательно. При этом среди молодых людей до 25 лет доля нейтрально/положительного отношения достигала 60 %, а среди пожилых составляла лишь 33 %. Помимо этого, лучшее отношение к ЛГБТ высказывали люди из крупных городов, с высшим достатком и образованием. Результаты опроса, проведённого ФОМнибус, показали, что 56 % опрошенных отрицательно относятся к секс-меньшинствам (50 % женщин и 62 % мужчин), против легализации однополых браков высказались 87 % опрошенных и против проведения гей-парадов — 81 %.

### Гомофобия в других странах
Геи и лесбиянки в США нередко подвергаются дискриминации и различным нападкам. Так, например, 90 % американских геев и лесбиянок отмечают, что испытывали личные оскорбления или угрозы, а около трети — подвергались физической агрессии. Геи также приводят следующие цифры: в среднем американский школьник слышит гомофобные высказывания 26 раз в день. Около 31 % молодых геев и лесбиянок в 2005 году подверглись физической агрессии в школе.
В Ираке в последние годы геи и лесбиянки стали мишенью для мусульманских религиозных фанатиков, которые устроили настоящую охоту на геев, в результате которой десятки иракцев-геев были жестоко убиты.